# Veríssimo (kommun)
Veríssimo är en kommun i Brasilien.   Den ligger i delstaten Minas Gerais, i den sydöstra delen av landet, 400 km söder om huvudstaden Brasília. Antalet invånare är 3 466.
Följande samhällen finns i Veríssimo:
- Veríssimo

Omgivningarna runt Veríssimo är huvudsakligen savann. Runt Veríssimo är det mycket glesbefolkat, med 2 invånare per kvadratkilometer.